# 坎農鎮區 (密歇根州)
坎農鎮區（英語：Cannon Township）是位於美國密歇根州肯特縣的一個行政鎮區。

## 地方資料
坎農鎮區的面積為95.75平方千米，當中陸地面積為91.32平方千米，而水域面積為4.43平方千米。根據2020年美國人口普查的數據，當地共有人口14379人，而人口密度為每平方千米150.17人。